# Palazzo del Credito Italiano (Firenze)
Palazzo del Credito Italiano è un edificio del centro storico di Firenze, situato tra via de' Vecchietti 11, via de' Pecori e via dei Pescioni 14.

## Storia e descrizione
L'edificio fu eretto come sede dello stabilimento Digerini e Marinai (cioè come sede della manifattura e dello spazio vendita con annessa sala da tè di uno dei più rinomati biscottifici del tempo) a seguito dei grandi lavori di riordinamento dell'antico centro di Firenze nel luogo dove erano le antiche case della famiglia degli Agli. 

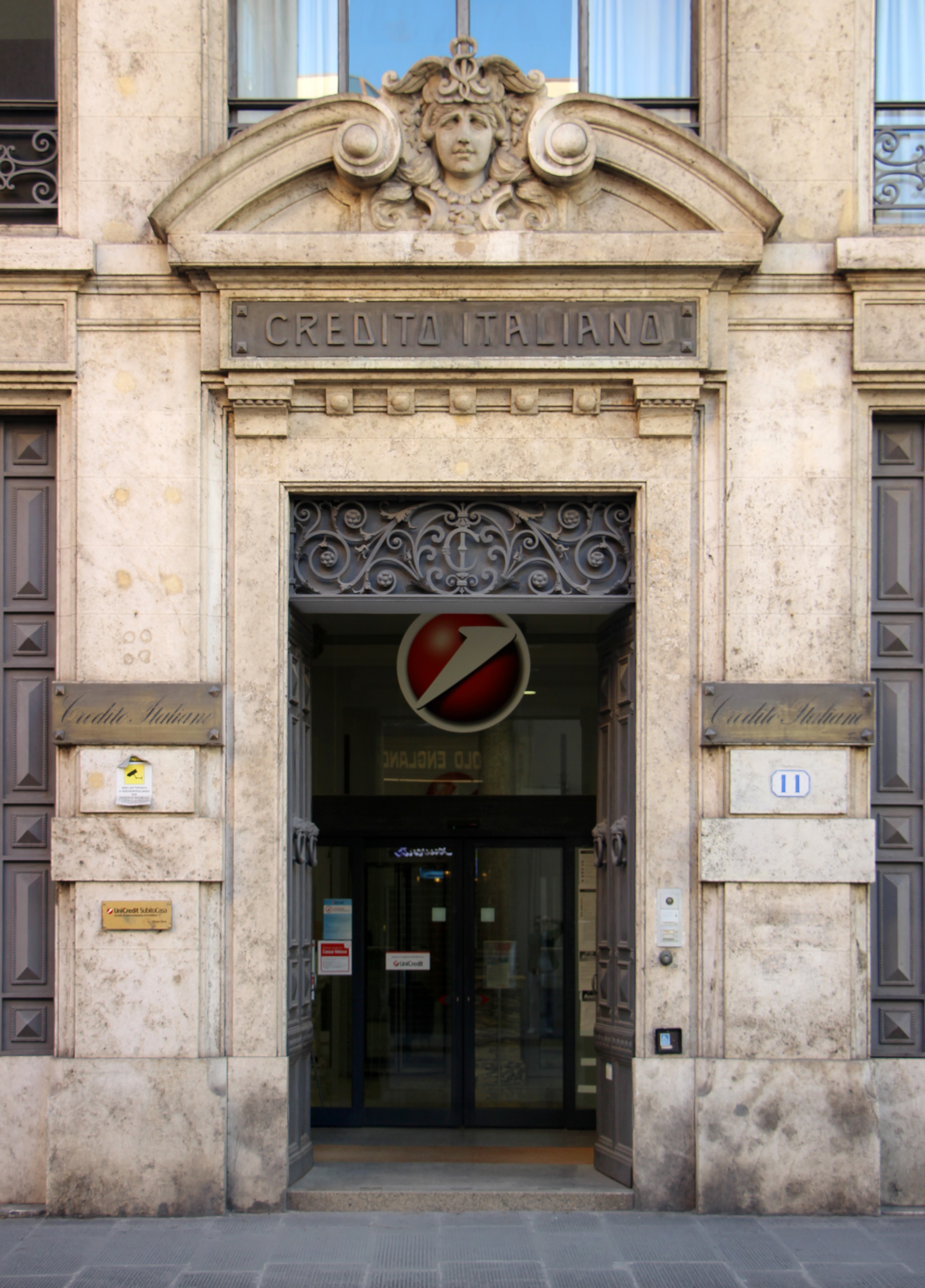
Il portale

Per quanto Marcello Jacorossi lo indichi come opera dell'architetto Riccardo Mazzanti (fatto confermato da un disegno del prospetto del 1900 che reca la sua firma ed è conservato presso l'Archivio storico del Comune di Firenze), è da segnalare come la guida di Garneri del 1924 lo dica realizzato nel 1909 su progetto dell'ingegnere torinese Ariotti, cosa che potrebbe giustificare il carattere non del tutto allineato alla tradizione architettonica locale, soprattutto per quanto concerne l'utilizzazione al piano terreno del travertino artificiale. Si può altresì immaginare che Ariotti sia più semplicemente intervenuto qualche anno dopo la costruzione di Riccardo Mazzanti, da datarsi appunto attorno al 1900, forse in occasione di un qualche rinnovamento dell'edificio da parte del Credito Italiano, subentrato nella proprietà. 
È poi da tenere presente - a complicare ulteriormente lo scenario - come un articolo del 1928 dedicato all'attività di Ugo Giovannozzi indichi "la sede della Banca Nazionale di Credito a Firenze" (e pare possibile altra identificazione se non in questa) come sua opera: attribuzione peraltro pienamente sostenibile viste le tangenze tra questo edificio ed altre realizzazioni dell'architetto e ingegnere, sia per concezione che per materiali impiegati. Svariate immagini seppure esclusivamente relative agli spazi interni appaiono anche nel volume sull'opera di Giovannozzi curato da Carlo Barsi del 1931. Il dato potrebbe inoltre giustificare il materiale a firma di Mazzanti, visto il lungo periodo prima di apprendistato e poi di collaborazione di Ugo Giovannozzi presso lo studio del precedente. 

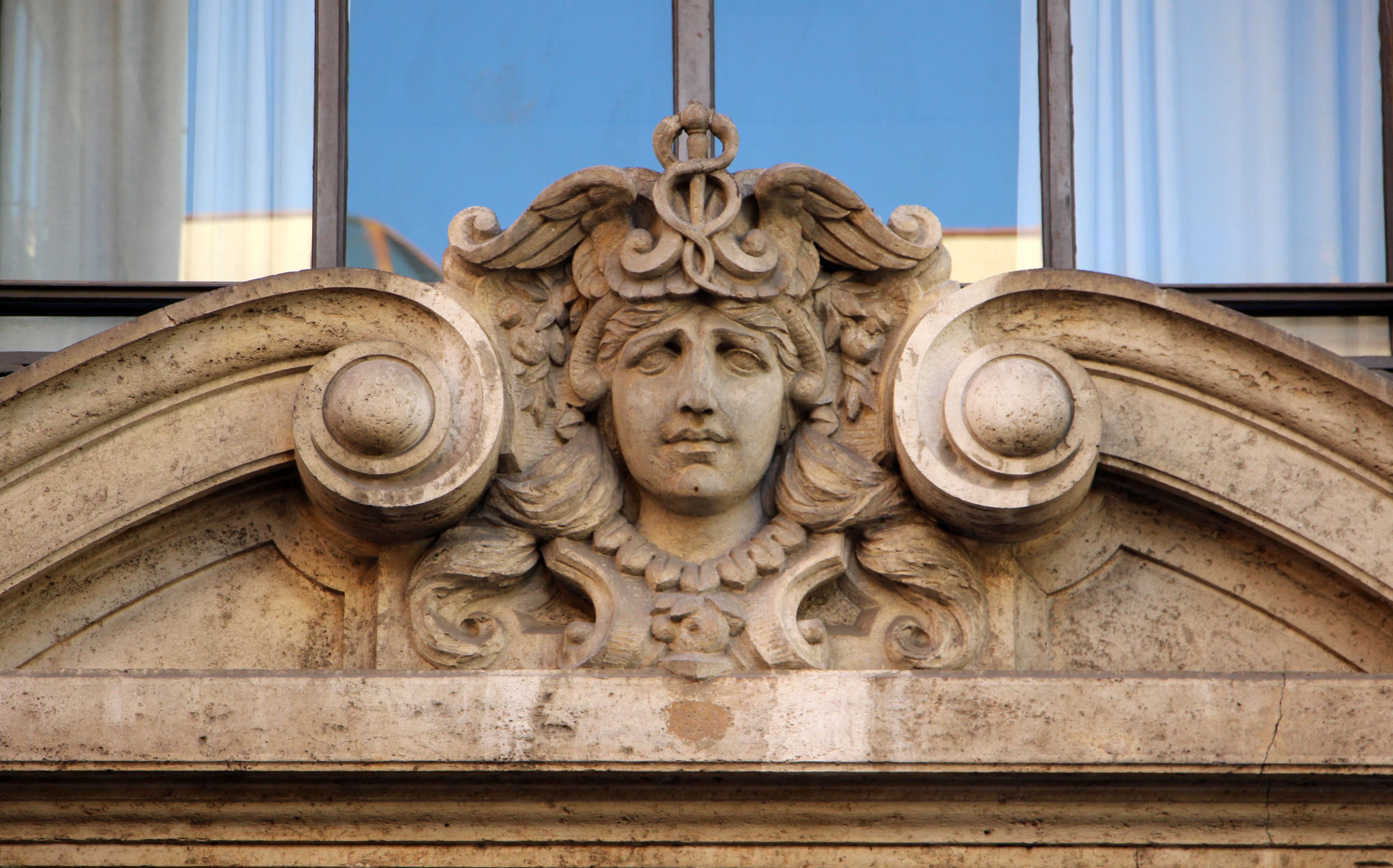
Testa di Minerva sul portale

Comunque sia, rimangono pienamente condivisibili le osservazioni dello stesso Marcello Jacorossi che segnala il palazzo come un "edificio di equilibrate proporzioni nonostante la mole abbastanza cospicua, in uno stile architettonico che, superando l'imitazione rinascimentale comune a tante costruzioni contemporanee della fine dell'Ottocento e degli inizi del Novecento, rivela una tendenza alla modernità, rappresentata dalla Secessione viennese e dal Liberty. Le grandi aperture ad arco dell'ammezzato sono tipiche delle costruzioni adibite a grandi magazzini, secondo celebri modelli francesi, belgi e tedeschi". L'alto piano terreno, come accennato, presenta un paramento realizzato in travertino artificiale. Tra le volute del timpano spezzato, sulla porta principale segnata col n. 11 (sormontata da un balcone), è collocata una testa di Minerva. L'edificio è ora sede della Banca UniCredit.